# 2014년 온타케산 분화
2014년 온타케산 분화(일본어: 2014年の御嶽山噴火)는 2014년 9월 27일 11시 52분 (JST)에 발생한 일본 나가노현 및 기후현 경계에 위치한 해발 고도 3,067 m의 화산인 온타케산의 분화이다. 1991년 운젠산 분화로 인해 43명이 사망한 이후로 사망자가 발생한 최초의 분화이다.

## 피해
2014년 9월 30일까지 총 36구의 시신이 발견되었으며, 이 가운데 12구의 시신이 수습되어 사망이 확인되었고 24구는 산 위에 있는 것으로 알려졌다. 이후, 추가적인 수색 작업을 통해 10월 1일에는 정상 부근에서 11구의 시신이 추가로 발견됨에 따라 총 47구의 시신이 발견되었다. 10월 16일부터는 수색 작업을 잠정 중단하였으며, 58명이 사망하고 5명이 실종된 채로 남았다.
한편, 일본 기상청은 화산 폭발로 인한 파편이 최대 4 km까지 날아갈 수 있다고 경고하였다.

## 같이 보기
- 온타케산
- 운젠산
- 분화 (화산학)